# Francesco Oliva
Francesco Oliva, né le 14 janvier 1951 à Papasidero dans la province de Cosenza en Calabre, est un évêque catholique italien, évêque du diocèse de Locri-Gerace depuis le 5 mai 2014.

## Biographie
Après ses études secondaires à Reggio de Calabre, il entre au séminaire pontifical régional Pape Pie X de Catanzaro. Il est ordonné prêtre le 5 janvier 1976 pour le diocèse de Cassano all'Ionio.
Il poursuit ensuite ses études à Rome, obtenant un doctorat in utroque jure à l'université pontificale du Latran en 1981. Il a également obtenu dès 1976 auprès des archives secrètes du Vatican le diplôme d'archiviste et en 1991 il obtient la qualification d'avocat à la Rote, auprès de la rote romaine.
Son ministère l'amène à occuper différentes fonctions, qu'elles soient de natures pastorales dans les paroisses du diocèse, académique dans différentes institutions de formation et judiciaires dans les tribunaux ecclésiastiques.
En 2008 il est nommé vicaire général du diocèse de Cassano all'Ionio. Il en est administrateur diocésain de 2011 à 2012 entre l'installation de Mgr Vincenzo Bertolone comme archevêque de Catanzaro-Squillace et l'installation du nouvel évêque, Mgr Nunzio Galantino qui, quelques mois plus tard, verra adjoindre à ses fonctions diocésaines celle de secrétaire de la CEI.
Le 5 mai 2014, le pape François le nomme évêque de Locri-Gerace en Calabre, siège vacant depuis le transfert en juillet 2013 de l'évêque sur le siège métropolitain de Reggio de Calabre.